# フランシスコ・ヒメネス・テハーダ
シスコ (Xisco) こと、フランシスコ・ヒメネス・テハーダ（Francisco Jiménez Tejada, 1986年6月26日 - ）は、スペイン、パルマ・デ・マヨルカ出身のサッカー選手。ADアルコルコン所属。ポジションはフォワード。

## 経歴

### クラブ

#### デポルティーボ・ラ・コルーニャ
デポルティーボ・ラ・コルーニャの下部組織出身であり、2005年4月26日のレアル・ソシエダ戦でトップチームデビューした。5月15日のレアル・サラゴサ戦 (2-2) では初得点を含む2得点を挙げた。2006-07シーズンはセグンダ・ディビシオン（2部）のUDベシンダリオ にレンタル移籍し、27試合に出場して13得点を挙げた。2007年夏にデポルティーボに復帰し、2007-08シーズンは9得点を挙げた。2008年3月30日のレアル・ムルシア戦 (3-1) ではハットトリックを達成し、その翌週のラシン・サンタンデール戦 (3-1) では2得点を挙げた。

#### ニューカッスル・U
2008年9月1日、イングランド・プレミアリーグのニューカッスル・ユナイテッドFCに移籍した。移籍金は570万ポンドであり、活躍次第で700万ポンドまで上昇すると報じられている。9月13日のハル・シティAFC戦 (2-1) でデビューし、その試合で移籍後初得点も挙げた。しかし、ニューカッスルの前線にはマイケル・オーウェン、オバフェミ・マルティンス、マーク・ヴィドゥカ、ペーター・レーヴェンクランズ、ショラ・アメオビ、アンディ・キャロルがいたため、7番手のフォワードとして扱われ、ほとんど出場機会がなかった。
2008-09シーズン終了後にクラブがフットボールリーグ・チャンピオンシップ（2部）に降格したため、2009年8月31日、1年間の契約でラシン・サンタンデールにレンタル移籍した。2週間後のアトレティコ・マドリード戦 (1-1) でデビューし、アレハンドレ・ゲイホに代わって20分間プレーしたが、試合終了前に負傷してトニ・モラルと交代した。2010年1月3日のCDテネリフェ戦(2-0)でラシン・サンタンデール移籍後初得点を挙げた。1月27日のコパ・デル・レイ、CAオサスナ戦では3-0の快勝に貢献した。
2010年7月にニューカッスルに復帰した。8月22日のアストン・ヴィラFC戦 (6-0) では、途中出場してアンディ・キャロルの3点目をアシストした。リザーブチームの試合中にレッドカードを受けて3試合の出場停止処分を食らい、その後の数ヶ月はアメオビ、キャロル、レーヴェンクランズ、ナイル・レンジャーの後塵を押してアピールの機会を失った。
2011年1月30日、シーズン終了までの契約で古巣デポルティーボにレンタル移籍し、準レギュラーとして起用されたが、クラブはシーズン終了後にセグンダ・ディビシオン降格となった。いったんニューカッスルに戻ったが、8月11日、再びデポルティーボにレンタル移籍した。
2013年1月31日に双方合意の上、契約を解除した。

#### コルドバCF
同日、セグンダ・ディビシオンのコルドバCFと契約を結んだ。2013-14シーズンは2桁得点を挙げ、クラブの1971-72シーズン以来となるプリメーラ・ディビシオン昇格に貢献した。2015年1月23日、RCDマヨルカにシーズン終了まで期限付き移籍することが発表された。

#### ムアントン・ユナイテッド
2016年7月、タイ・プレミアリーグのムアントン・ユナイテッドに移籍した。

#### CAオサスナ
2017年7月、セグンダ・ディビシオンに降格したCAオサスナと2年契約を結んだ。

### 代表
2007年2月6日、U-21イングランド代表との親善試合でU-21スペイン代表デビューし、ゴールポストを叩くシュートを放った。UEFA U-21欧州選手権予選のU-21グルジア代表戦で同カテゴリーの初得点を挙げ、同予選のU-21ロシア代表戦でも得点している。U-21スイス代表戦 (4-3) ではロスタイムに得点し、本選出場権獲得に貢献したが、UEFA U-21欧州選手権2009本選では無得点に終わった。

## 人物
ビジャレアルCFの下部組織出身で世代別スペイン代表歴を持つシスコ・ナダルもシスコと呼ばれるが、フランシスコ・ヒメネス・テハーダとシスコ・ナダルは同じパルマ・デ・マヨルカ出身であり、誕生日は1日しか違わない。